# Ezequiel Calvente
Ezequiel Calvente Criado o simplemente Ezequiel (Melilla, España; 12 de enero de 1991) es un futbolista español. Pasó a la fama tras chutar un penalti de forma poco habitual y que actualmente se conoce como la ezequinha.

## Trayectoria

### Inicios
Nacido en Melilla,  de origen gitano y criado en Granada, concretamente en el barrio de Casería de Montijo, Ezequiel comenzó su carrera como otros tantos futbolistas, jugando al fútbol sala de pequeño, después fue fichado por el UD Maracena, pero con solo 11 años su actual agente de jugadores, Antonio Barrera, se fijó en él y lo llevó al Real Betis, dónde fue cedido al UD Maracena y posteriormente al Granada CF. Volvió al Real Betis en cadetes, y tras unos buenos años en sus filas, Ezequiel recalaría de nuevo cedido en las categorías inferiores del Granada CF donde consiguió el ascenso con el equipo juvenil la temporada 2008/09. Su magnífica temporada no pasó desapercibida y obtuvo el interés de numerosos equipos, algunos de primera división, pero el Real Betis Balompié fue el que acabó incorporándolo de nuevo. 
Ya en su primera temporada en División de Honor con el conjunto sevillano, Calvente se erigió como uno de los hombres más importantes de la cantera debido a sus continuas y buenas actuaciones. Su mejor desempeño ocurrió en el 2010, tras realizar una campaña magnífica con el equipo juvenil verdiblanco, alternando con el Real Betis B, con el que ha sido campeón de su grupo y semifinalista en la Copa de Campeones, además de haber disputado la Copa del Rey de juveniles. 

### Profesional
Pasó a formar parte del primer equipo y firmó por 4 temporadas. El 9 de octubre de 2010 consigue anotar su primer gol como profesional con el Betis, tanto anotado al UD Las Palmas. Durante 2011 tuvo actuaciones brillantes, convirtiéndose poco a poco pese a su juventud en un jugador muy importante en el equipo.
En el mercado de invierno 2012, y en vista de la falta de minutos, tras negociar con varios clubes, Ezequiel se va cedido al CE Sabadell hasta final de temporada, en el que consigue cumplir el objetivo de salvar la categoría. 
En verano de 2012 se marcha cedido otra vez en busca de minutos al SC Friburgo de la Bundesliga alemana. Tras la experiencia germana y, tras confirmarle el técnico verdiblanco Pepe Mel que no tendría hueco en la plantilla bética para la temporada 2013/14, se marchó cedido al Recreativo de Huelva, como parte del acuerdo del traspaso de Chuli, el descenso del betis a la Segunda División Española provocó que su contrato con el equipo bético quedara rescindido, quedándose sin equipo, posteriormente fue ofrecido al Cádiz.
En enero de 2015, tras varios meses como agente libre, Ezequiel firma con el FC Penafiel portugués. Tras disputar 300 minutos en la Primeira Liga, en agosto decide marchase a Hungría a fichar por el Békéscsaba 1912 Előre. El 5 de julio de 2016 es cedido al Szombathelyi Haladás de la Nemzeti Bajnokság I tras el descenso del equipo. Al finalizar la temporada, en verano de 2017, quedó libre.
El 20 de julio de 2018 firma con el Debreceni Vasutas Sport Club de la segunda húngara pero, tras 4 encuentros, en diciembre de 2018, es despedido, ya que sufrió una pubalgia de grado 3. El 22 de noviembre de 2019 firma con el AD Ceuta de la Segunda B como refuerzo invernal. El 19 de agosto de 2020 ficha por el CD Eldense de la Tercera División de España.

### Selección nacional
En 2010 le llegó su premio, siendo convocado con la Selección Española Sub-19 junto a jugadores de la talla de Sergio Canales, Iker Muniain o Thiago Alcántara, poniendo así un broche de oro a su excelente temporada.
Su nombre recorrió el mundo entero el 24 de julio de 2010 cuando, en un partido del Campeonato Europeo de la UEFA Sub-19 2010 ante Italia, ejecutó un tiro penal perfilándose para patearlo con su pierna derecha, pero al llegar al balón cambió repentinamente de pierna y convirtió el penalti con su pierna izquierda engañando al portero. Después del partido confesó que no era la primera vez que marcaba un gol de penal así y que se lo había visto hacer al delantero francés Thierry Henry en un anuncio. Este tipo de ejecución ya la había realizado el jugador de Racing Club Jorge Reinoso al batir de la misma manera al "Mono" Montoya de Boca Juniors en una definición por penales de la liguilla pre-Libertadores de 1991 en Argentina .

## Clubes
- Actualizado el 30 de agosto de 2024.

| Club                                                                | País     | Periodo          | Partidos | Goles |
| ------------------------------------------------------------------- | -------- | ---------------- | -------- | ----- |
| Real Betis                                                          | España   | 2010 - 2011      | 35       | 1     |
| Sabadell FC (cedido)                                                | España   | 2012             | 15       | 2     |
| SC Friburgo (cedido)                                                | Alemania | 2012 - 2013      | 2        | 0     |
| RC Recreativo (cedido)                                              | España   | 2013 - 2014      | 22       | 1     |
| FC Penafiel                                                         | Portugal | 2015             | 6        | 0     |
| Békéscsaba 1912                                                     | Hungría  | 2015 - 2018      | 26       | 3     |
| Szombathelyi Haladás (cedido)                                       | Hungría  | 2016 - 2017      | 1        | 0     |
| Debreceni VSC                                                       | Hungría  | 2018             | 4        | 1     |
| AD Ceuta FC                                                         | España   | 2019 - 2020      | 4        | 0     |
| CD Eldense                                                          | España   | 2020 - 2021      | 5        | 0     |
| Real Jaén C.F                                                       | España   | 2021 - 2021      | 16       | 2     |
| https://es.m.wikipedia.org/wiki/Arenas_de_Armilla_Cultura_y_Deporte | España   | 2021-2023        | 31       | 2     |
| CD Huétor Tajar                                                     | España   | 2023-2024        | 18       | 0     |
| UD Maracena                                                         | España   | 2024- Actualidad | 0        | 0     |